# Anoides
Anoides es un género de coleóptero de la familia Chrysomelidae.

## Especies
Las especies de este género son:
- Anoides binotata (Bowditch, 1914)
- Anoides femorata (Bowditch, 1914)
- Anoides flavicollis (Weise, 1912)
- Anoides lorentzi (Weise, 1912)
- Anoides notabilis Weise, 1912
- Anoides suturalis (Jacoby, 1894)
- Anoides tricolor Laboissiere, 1940
- Anoides unifasciata (Jacoby, 1894)